# Вілмор (Кентуккі)
Вілмор (англ. Wilmore) — місто (англ. city) в США, в окрузі Джессамін штату Кентуккі. Населення — 5999 осіб (2020).

## Географія
Вілмор розташований за координатами 37°51′43″ пн. ш. 84°39′40″ зх. д. / 37.86194° пн. ш. 84.66111° зх. д. (37.861829, -84.661085).  За даними Бюро перепису населення США в 2010 році місто мало площу 2,39 км², з яких 2,38 км² — суходіл та 0,01 км² — водойми. В 2017 році площа становила 10,60 км², з яких 10,51 км² — суходіл та 0,09 км² — водойми.

## Демографія
Згідно з переписом 2010 року, у місті мешкало 3686 осіб у 1056 домогосподарствах у складі 700 родин. Густота населення становила 1539 осіб/км².  Було 1236 помешкань (516/км²).
Расовий склад населення:
| - 91,0 % — білих - 4,8 % — азіатів - 2,3 % — чорних або афроамериканців - 0,2 % — корінних американців |

До двох чи більше рас належало 1,5 %. Частка іспаномовних становила 1,7 % від усіх жителів.
За віковим діапазоном населення розподілялося таким чином: 17,9 % — особи молодші 18 років, 74,2 % — особи у віці 18—64 років, 7,9 % — особи у віці 65 років та старші. Медіана віку мешканця становила 23,5 року. На 100 осіб жіночої статі у місті припадало 87,0 чоловіків;  на 100 жінок у віці від 18 років та старших — 81,1 чоловіків також старших 18 років.
Середній дохід на одне домашнє господарство  становив 48 802 долари США (медіана — 38 679), а середній дохід на одну сім'ю — 55 337 доларів (медіана — 48 528). Медіана доходів становила 42 159 доларів для чоловіків та 28 571 долар для жінок. За межею бідності перебувало 28,8 % осіб, у тому числі 47,0 % дітей у віці до 18 років та 4,2 % осіб у віці 65 років та старших.
Цивільне працевлаштоване населення становило 2561 осіб. Основні галузі зайнятості: освіта, охорона здоров'я та соціальна допомога — 40,8 %, мистецтво, розваги та відпочинок — 14,1 %, роздрібна торгівля — 10,0 %, транспорт — 7,5 %.